# Bravos de Cajeme
Los Bravos de Cajeme fue un equipo de béisbol que compitió en la Liga Norte de Sonora y tuvo como sede Ciudad Obregón, Sonora, México.

## Historia
Fue fundado en diciembre de 2013 y su sede es el estadio Tomás Oroz Gaytán de Ciudad Obregón.
Recién terminado el primer mes de temporada, la directiva de Bravos anunció el cambio de sede del club del municipio de Cajeme hacia el municipio de Santa Ana. Empresarios santanenses llegaron al rescate y lograron salvar la franquicia que estuvo al borde de la desaparición.
Es así como nacen los Bravos de Santa Ana, quienes terminarán la temporada 2014 de la LNS.

### Roster
Por definir.